# Miguel Aceval
Miguel Ángel Aceval Muñoz (Santiago, Chile, 8 de enero de 1983) es un exfutbolista profesional chileno que se desempeñaba como defensa. Actualmente se desempeña como Gerente deportivo de Imperial Unido. 

## Trayectoria
Debutó con la camiseta de Colo-Colo el 18 de agosto de 2001, frente a Huachipato, en partido correspondiente al campeonato de Primera División 2001. Durante muchos años se desempeñó en la zaga alba, donde destacó por su potencia y gran capacidad en los remates de distancia, incluidos los tiros libres. Con el "Cacique" levantó 4 trofeos nacionales, siendo el más recordado el del Torneo de Apertura 2006, el cual se definió en tanda de penales ante el archirrival Universidad de Chile. En esa instancia, fue el propio Aceval quien acertó el último remate y le dio el título a Colo-Colo.
Tuvo un breve paso por O'Higgins en el Apertura 2007 y en 2008 es traspasado a Huachipato, donde juega toda esa temporada, para fichar a fin de año por Unión Española. Estuvo un año en el elenco hispano, y el siguiente en la Universidad de Concepción. En 2012 decidió probar suerte en el Toronto FC canadiense de la MLS, hasta que el 25 de julio de 2012 se confirma su regreso a Huachipato. En su segunda etapa en el club acerero se titula campeón del Clausura 2012, el segundo título de Primera División en la historia del "Campeón del Sur", derrotando en una épica definición a penales a Unión Española, el 9 de diciembre de 2012, en el Estadio CAP (en dicha definición, Aceval falló su lanzamiento).
Luego tuvo un paso por Curicó Unido durante dos temporadas, con un total de 50 partidos jugados y 9 goles anotados con la camiseta albirroja. Después se incorporó a Deportes Temuco, con el cual se tituló campeón del Campeonato de Primera B 2015-16, lo que significó el ascenso del equipo a la Primera División. Continuó jugando de buena manera en el equipo temucano mientras disputaban la máxima categoría nacional, hasta que en el Campeonato Nacional 2018 el club finalizó en la penúltima posición de la tabla y descendió de división, en la cual sería la última temporada de Aceval con el cuadro sureño.
A inicios de 2019 firmó con San Antonio Unido, de la Segunda División Profesional, tercera categoría del fútbol chileno, y última división profesional. En aquella temporada fue pieza importante del plantel, en donde compartió camarín nuevamente, durante medio año, con Humberto Suazo, jugando 22 partidos y anotando dos goles.
En 2020 el defensa continúa jugando al fútbol, pero defendiendo al equipo amateur Dante FC de la ciudad de Nueva Imperial, en la Región de La Araucanía.

## Selección nacional
Hasta el 2011, solo había participado en categorías juveniles: jugó 4 partidos en el Campeonato Sudamericano Sub-20 de 2003, realizado en Uruguay, y 7 partidos en el Torneo Preolímpico Sudamericano Sub-23 de 2004 de Chile. En agosto del 2011 fue la gran sorpresa de la nómina del entrenador de la Selección Chilena, Claudio Borghi, para los amistosos contra las selecciones de España y México, en septiembre de dicho año. De dichos encuentros, Aceval estuvo presente solo ante México, jugando los 90 minutos del partido.

#### Partidos internacionales
| 1     | 4 de septiembre de 2011 | Estadio Cornellà-El Prat, Cornellá y El Prat, España | México     | 1-0 | Chile |   |  | Claudio Borghi | Amistoso |
| Total | Total                   | Total                                                | Presencias | 1   | Goles | 0 |  |                |          |

| Selección chilena | Selección chilena | Selección chilena |
| Año               | Partidos          | Goles             |
| ----------------- | ----------------- | ----------------- |
| 2011              | 1                 | 0                 |
| Total             | 1                 | 0                 |

## Estadísticas
| Club                     | Div.          | Temporada     | Liga  | Liga  | Copas nacionales | Copas nacionales | Torneos internacionales | Torneos internacionales | Total | Total | Media goleadora |
| Club                     | Div.          | Temporada     | Part. | Goles | Part.            | Goles            | Part.                   | Goles                   | Part. | Goles | Media goleadora |
| ------------------------ | ------------- | ------------- | ----- | ----- | ---------------- | ---------------- | ----------------------- | ----------------------- | ----- | ----- | --------------- |
| Colo-Colo · Chile        | 1.ª           | 2001          | 5     | 0     | —                | —                | 3                       | 0                       | 8     | 0     | 0.00            |
| Colo-Colo · Chile        | 1.ª           | 2002          | 32    | 0     | —                | —                | —                       | —                       | 32    | 0     | 0.00            |
| Colo-Colo · Chile        | 1.ª           | 2003          | 31    | 2     | —                | —                | 3                       | 0                       | 34    | 2     | 0.06            |
| Colo-Colo · Chile        | 1.ª           | 2004          | 40    | 8     | —                | —                | 3                       | 0                       | 43    | 8     | 0.19            |
| Colo-Colo · Chile        | 1.ª           | 2005          | 24    | 5     | —                | —                | 2                       | 1                       | 26    | 6     | 0.23            |
| Colo-Colo · Chile        | 1.ª           | 2006          | 24    | 1     | —                | —                | 5                       | 1                       | 29    | 2     | 0.07            |
| Colo-Colo · Chile        | 1.ª           | 2007          | 9     | 3     | —                | —                | 2                       | 0                       | 11    | 3     | 0.27            |
| Colo-Colo · Chile        | Total club    | Total club    | 165   | 19    | 0                | 0                | 18                      | 2                       | 183   | 21    | 0.11            |
| O'Higgins · Chile        | 1.ª           | 2007          | 18    | 2     | —                | —                | —                       | —                       | 18    | 2     | 0.11            |
| O'Higgins · Chile        | Total club    | Total club    | 18    | 2     | 0                | 0                | 0                       | 0                       | 18    | 2     | 0.11            |
| Huachipato · Chile       | 1.ª           | 2008          | 18    | 3     | —                | —                | —                       | —                       | 18    | 3     | 0.17            |
| Huachipato · Chile       | 1.ª           | 2012          | 11    | 0     | 8                | 3                | —                       | —                       | 19    | 3     | 0.16            |
| Huachipato · Chile       | 1.ª           | 2013          | 7     | 0     | —                | —                | 5                       | 2                       | 12    | 2     | 0.17            |
| Huachipato · Chile       | Total club    | Total club    | 36    | 3     | 8                | 3                | 5                       | 2                       | 49    | 8     | 0.16            |
| Unión Española · Chile   | 1.ª           | 2009          | 35    | 5     | —                | —                | 3                       | 0                       | 38    | 5     | 0.13            |
| Unión Española · Chile   | 1.ª           | 2010          | 13    | 4     | 1                | 0                | —                       | —                       | 14    | 4     | 0.29            |
| Unión Española · Chile   | Total club    | Total club    | 48    | 9     | 1                | 0                | 3                       | 0                       | 52    | 9     | 0.17            |
| U. de Concepción · Chile | 1.ª           | 2011          | 30    | 5     | 1                | 1                | —                       | —                       | 31    | 6     | 0.19            |
| U. de Concepción · Chile | Total club    | Total club    | 30    | 5     | 1                | 1                | 0                       | 0                       | 31    | 6     | 0.19            |
| Toronto FC · Canadá      | 1.ª           | 2012          | 5     | 0     | 1                | 0                | 4                       | 1                       | 10    | 1     | 0.10            |
| Toronto FC · Canadá      | Total club    | Total club    | 5     | 0     | 1                | 0                | 4                       | 1                       | 10    | 1     | 0.10            |
| Curicó Unido · Chile     | 2ª            | 2013-14       | 16    | 0     | —                | —                | —                       | —                       | 16    | 0     | 0.00            |
| Curicó Unido · Chile     | 2ª            | 2014-15       | 30    | 8     | 4                | 1                | —                       | —                       | 34    | 9     | 0.26            |
| Curicó Unido · Chile     | Total club    | Total club    | 46    | 8     | 4                | 1                | 0                       | 0                       | 50    | 9     | 0.18            |
| Deportes Temuco · Chile  | 2ª            | 2015-16       | 27    | 3     | 5                | 1                | —                       | —                       | 32    | 4     | 0.13            |
| Deportes Temuco · Chile  | 1.ª           | 2016-17       | 20    | 1     | 2                | 0                | —                       | —                       | 22    | 1     | 0.05            |
| Deportes Temuco · Chile  | 1.ª           | 2017          | 6     | 0     | 2                | 0                | —                       | —                       | 8     | 0     | 0.00            |
| Deportes Temuco · Chile  | Total club    | Total club    | 53    | 4     | 9                | 1                | 0                       | 0                       | 62    | 5     | 0.08            |
| Total carrera            | Total carrera | Total carrera | 401   | 50    | 24               | 6                | 30                      | 5                       | 455   | 61    | 0.13            |
| 1. 2. 3.                 |               |               |       |       |                  |                  |                         |                         |       |       |                 |

## Palmarés

### Campeonatos nacionales
| Título                | Club            | País   | Año     |
| --------------------- | --------------- | ------ | ------- |
| Primera División      | Colo-Colo       | Chile  | 2002-C  |
| Primera División      | Colo-Colo       | Chile  | 2006-A  |
| Primera División      | Colo-Colo       | Chile  | 2006-C  |
| Primera División      | Colo-Colo       | Chile  | 2007-C  |
| Campeonato Canadiense | Toronto FC      | Canadá | 2012    |
| Primera División      | Huachipato      | Chile  | 2012-C  |
| Primera B             | Deportes Temuco | Chile  | 2015-16 |